# Наредник
Наредник је чин који се најчешће користи у свету као подофицирски чин, мада постоје примери у неким армијама и полицијама да се користи и као официрски чин. Подударни називи у свету који одговарају у рангу наредничких чинова су воднички и заставнички чинови. Нареднички чинови били су коришћени у Војсци Краљевине Србије и Југословенској војсци, као и у полицији и жандармерији Краљевине Србије и Краљевине Југославије.

## Нареднички чинови уВојсци Краљевине Србије
| Поднаредник (подофицир) | Наредник (подофицир) | Наредник водник (подофицир) |
| ----------------------- | -------------------- | --------------------------- |
|                         |                      |                             |

## Нареднички чинови уЈугословенској војсци
|                          | Југословенска краљевска Сувоземна Војска | Југословенско краљевско Ратно Ваздухопловство | Југословенска краљевска Ратна Морнарица |
| ------------------------ | ---------------------------------------- | --------------------------------------------- | --------------------------------------- |
| Виши подофицирски чинови | Наредник-водник Прве Класе               | Ваздухопловни Вођа Прве Класе                 | Морнарички Вођа Прве Класе              |
| Виши подофицирски чинови | Наредник-водник Друге Класе              | Ваздухопловни Вођа Друге Класе                | Морнарички Вођа Друге Класе             |
| Виши подофицирски чинови | Наредник-водник Треће Класе              | Ваздухопловни Вођа Треће Класе                | Морнарички Вођа Треће Класе             |
| Нижи подофицирски чинови | Наредник                                 | Ваздухопловни Наредник                        | Морнарички Наредник                     |
| Нижи подофицирски чинови | Поднаредник                              | Ваздухопловни Поднаредник                     | Морнарички Поднаредник                  |